# Ponctuation non standard
Une ponctuation non standard est un signe de ponctuation d'usage rare ou inexistant créé par des écrivains, poètes, linguistes ou typographes pour tenter de compléter la ponctuation courante.

## Signes utilisés ailleurs
Déjà les Égyptiens créent un petit bras de scribe pour dire « pause »[réf. souhaitée]. 
Les Tibétains utilisent un signe pour la respiration dans la récitation des mantras[réf. souhaitée].
La langue espagnole a la particularité d’utiliser des points d’exclamation et d’interrogation ouvrants (même signes, mais renversés, soit ¡ et ¿) qui circonscrivent la phrase ou le membre de phrase visé à la manière des guillemets[réf. souhaitée].
En allemand (sauf en Suisse et au Liechtenstein), on utilise des guillemets courbes ouvrants en bas („) et fermants en haut (“).
Certains signes sont employés uniquement par une institution : ainsi l’Encyclopædia Universalis délimite les débats ouverts par des épées croisées[réf. souhaitée].

## Histoire de la recherche
La recherche de ponctuations est une véritable tradition. Le dernier signe retenu par la communauté internationale est la barre oblique aux alentours de 1900. Mais de nombreux autres signes ont été inventés et ne furent jamais massivement diffusés.
Le constructiviste russe El Lissitzky se fait la main avec des ponctuations absurdes mais étonnantes sur des textes de Rabelais. Fin graphiste, un des premiers de l’histoire, il repense, le temps d’un quatrain, la ponctuation.
L’écrivain Michel Ohl pratique le point d’aisances ou "point de merde", que son éditeur a représenté par un point d’exclamation surmonté d’un oméga minuscule.
Julien Blaine a créé un point de poésie () dans son ouvrage Reprenons la ponctuation à zéro (0).
Écrivant le livre La Ponctuation ou l’art d’accommoder les textes, Olivier Houdart et Sylvie Prioul inventèrent le « point de dépit mêlé de tristesse », représenté par trois points alignés verticalement (⋮).
Le point d’humour de Joseph Delteil est également très peu connu. Même Jean Méron dans son étude En Question : la grammaire typographique a avoué ne pas en avoir trouvé la représentation.
La liste des chercheurs dans ce domaine inclut également Clément Pansaers le dadaïste ; Nicolas Cirier le « typographe fou » (1792-1869) ; Raoul Hausmann (1886-1971) ; Luciano Ori ; Henri Pichette (1924-2000).

### Signes ayant connu un succès relatif
- le poète Alcanter de Brahm a promu dès avant 1900 et utilisé le point d’ironie (). Il a été remis à l’honneur par Agnès b. en 1997 dans son périodique d’art Point d’ironie. L’hebdomadaire satirique français Le Canard enchaîné en fait régulièrement usage. D’autres auteurs ont prétendu avoir inventé un tel point, ce qui donne pas moins de quatre graphies différentes pour le point d’ironie[5].
- Martin K. Speckter a proposé le point exclarrogatif ().
- La virgule d’exclamation de P. Villette de 1856 fut brevetée par Leonard Storch, Ernst Van Haagen et Sigmund Silber en même temps que la virgule d’interrogation.

### Inventions dans le cadre de récits de fiction
Hervé Bazin dans son livre Plumons l’oiseau (1966), reprend le point d’ironie et propose d’autres nouveaux signes de ponctuation (des « points d’intonation » selon son expression) : les points de doute (), de conviction (), d’acclamation (), d’autorité () et d’amour ().
Jacques Rouxel introduit de nouveaux signes de ponctuation lors d’un cours de grammaire Shadok : « Il est interdit de déposer des points d’interrogation, d’affirmation, d’appréciation, d’exécution ou de n’importe quoi devant toute proposition constituée par une passoire après dix heures du matin ». Le point d’affirmation se dessine en fait comme un point d’exclamation (dont c’est effectivement l’une des fonctions). En revanche, le point d’appréciation () et le point d’exécution () ont des formes nouvelles (le point d’exécution ressemble au point de certitude d’Hervé Bazin, mais la croix chrétienne symbolise ici la mort).

## Signes correspondant à des nuances orales
L’Argentin Ricardo Güiraldes (1886-1927) propose de remplacer tout simplement les signes de ponctuation par les signes musicaux. Cela a l’avantage d’apporter toutes les variations de tempo possibles, de temps de pause, de crescendo et decrescendo. L’idée s’est répandue, mais (sauf éventuellement en Amérique latine) aucun essai d’utilisation dans une publication n’a eu lieu.
Au XVIe siècle, Gérard de Vivre établit un véritable ensemble de notations didascaliennes de type « Parler bas », « accélération », « ralentissement », « arrêt », ainsi que trois « pauses » graduées. Il utilise des caractères simples et existants donc viables, comme un symbole d’intersection (∩). Leonard Storch, Ernst Van Haagen et Sigmund Silber brevetèrent le signe.
Paul Claudel (1868-1955) est le ré-inventeur d’une pause, à sa manière (une espace vierge).

## Nouveaux signes et informatique
En typographie, et particulièrement pour ce qui concerne les signes diacritiques, les nouveautés se comptent par dizaines et n’ont jamais été si faciles, matériellement, à créer et à diffuser. Elles sont toutefois très difficiles à standardiser. Pour qu'un nouveau signe soit reconnu, il faut que les lecteurs utilisent une police de caractères qui comprend ce signe, autrement son affichage est imprévisible.
Le développement de la discussion sur Internet (ou chat) a engendré l’utilisation des émoticônes ou smilies, qui permettent d’ajouter l’expression d’un sentiment à une conversation de manière plus reconnaissable, qui ont un statut intermédiaire entre idéogrammes, pictogrammes et ponctuations.

## Source
- Xavier Dandoy de Casabianca, Le Seizième Signe, éditions éoliennes, 2007.